# Mikepércs, Hajdú-Bihar
Mikepércs este un sat în districtul Derecske, județul Hajdú-Bihar, Ungaria, având o populație de 4.415 locuitori (2011). 

## Demografie
Componența etnică a satului Mikepércs
     Maghiari (95,76%)
     Romi (2,36%)
     Necunoscut (1,05%)
     Alții (0,83%)
Componența confesională a satului Mikepércs
     Reformați (32,48%)
     Fără religie (30,96%)
     Romano-catolici (7,57%)
     Greco-catolici (2,15%)
     Necunoscută (25,69%)
     Alte religii (3,22%)
Conform recensământului din 2011, satul Mikepércs avea 4.415 locuitori. Din punct de vedere etnic, majoritatea locuitorilor (95,76%) erau maghiari, cu o minoritate de romi (2,36%). Apartenența etnică nu este cunoscută în cazul a 1,05% din locuitori. Nu există o religie majoritară, locuitorii fiind reformați (32,48%), persoane fără religie (30,96%), romano-catolici (7,57%) și greco-catolici (2,15%). Pentru 25,69% din locuitori nu este cunoscută apartenența confesională.